# Cattedrale Kidane Mehret
La cattedrale Kidane Mehret, situata nella via Adi Quala della capitale dell'Eritrea, è la chiesa che contiene la cattedra dell'arcieparca di Asmara.

## Kidane Mehret
L'espressione in lingua ge'ez Kidane Mehret (ኪዳነ ምሕረት) vuol dire Patto della Misericordia e si riferisce alla tradizione etiopica di una promessa di Gesù a sua madre che egli perdonerebbe i peccati a chiunque avrebbe invocato l'intercessione di Maria.
Si celebra la festa annuale della Vergine del Patto della Misericordia il 16 del mese etiopico di yekatit, che corresponde attualmente al 24 febbraio del calendario gregoriano o, negli anni bisestili, al 25 febbraio, dato che, nel calendario etiopico, il giorno di più viene inserito in quello che per il calendario gregoriano è il mese di settembre precedente. Inoltre, secondo l'usanza etiopica di celebrare certe grandi feste mensilmente, quella della Madonna del Kidane Mehret ha luogo il 16 di ogni mese.

## Storia
Nel centro della città coloniale di Asmara è stata completata nel 1923 la costruzione della chiesa della Beata Vergine del Rosario (Asmara), chiesa principale del vicariato apostolico dell'Eritrea, la cui giurisdizione è stata limitata ai cattolici latini, quasi tutti italiani, a partire dal 1930, quando per i cattolici indigeni, che usavano la variante etiopica del rito alessandrino è stato nominato un proprio ordinario nella persona del vescovo Kidanè-Maryam Cassà, il primo vescovo nero cattolico africano dei tempi moderni.
Per questi cattolici è stata costruita fuori della zona "europea" di Asmara una chiesa piccola e semplice dedicata alla Madonna del Kidane Mehret. La tecnica usata era quella detta "a testa di scimmia", associata con l'architettura axumita e con quella tradizionale dell'Eritrea. Un'antica chiesa eritrea anch'essa chiamata Kidane Mehret dimostra la stessa tecnica.

## Elevazione a cattedrale
La chiesa della Beata Vergine del Rosario nel centro della città era chiamata "cattedrale di Asmara" in senso largo, dato che il vicario apostolico era vescovo non del vicariato, ma di una sede titolare. La chiesa dei cattolici di rito alessandrino ad Asmara è sede di un vescovo residenziale, non titolare, dal 31 ottobre 1951, quando il loro ordinariato è diventato l'esarcato apostolico di Asmara. Nella bolla pontificia Aethiopica Alexandrini, con la quale il papa Pio XII erigeva tale esarcato, egli ha assegnato a questa chiesa "tutti i diritti, privilegi, onori e prerogative goduti dalle altre cattedrali, ad esercitare secondo il rito e la disciplina approvati". Data la sua esiguità e semplicità, la chiesa era allora chiamata pro-cattedrale, ma nel 1969 è stata ricostruita nella sua attuale  ampiezza, molto maggiore, e con l'imponente cupola.
Da quando nel 1995 è stato soppresso il vicariato apostolico di Asmara, la cattedrale Kidane Mehret è l'unica cattedrale cattolica di Asmara. Tuttavia la gente continua a parlare della Chiesa della Madonna del Rosario come "la cattedrale".

## Altre cattedrali cattoliche Kidane Mehret
Sono dedicate alla Vergine del Kidane Mehret anche le cattedrali (in senso largo) dei vicariati apostolici di Auasa, di Meki e di Nekemte in Etiopia.